# RNA guida
L'RNA guida (noto con l'abbreviazione di gRNA) è un tipo di RNA che guida l'inserimento o la cancellazione di residui di uridina in mRNA mitocondriali in protisti kinetoplastea, in un processo noto come RNA editing.